# Margaridoia perenne

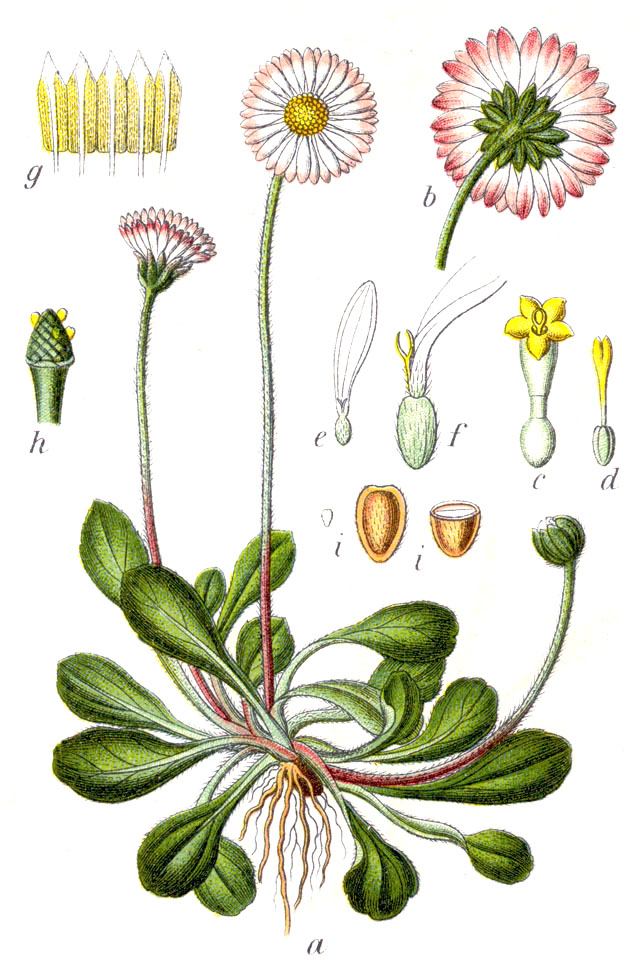
Esquema de la morfologia de Bellis perennis. a. la planta; b. un capítol pel darrere; c. flor hermafrodita del centre del capítol; d. pistil; e. flor ligulada estéril; f. flor ligulada femenina; g. els 5 estams desplegats; h. base dels fuits.

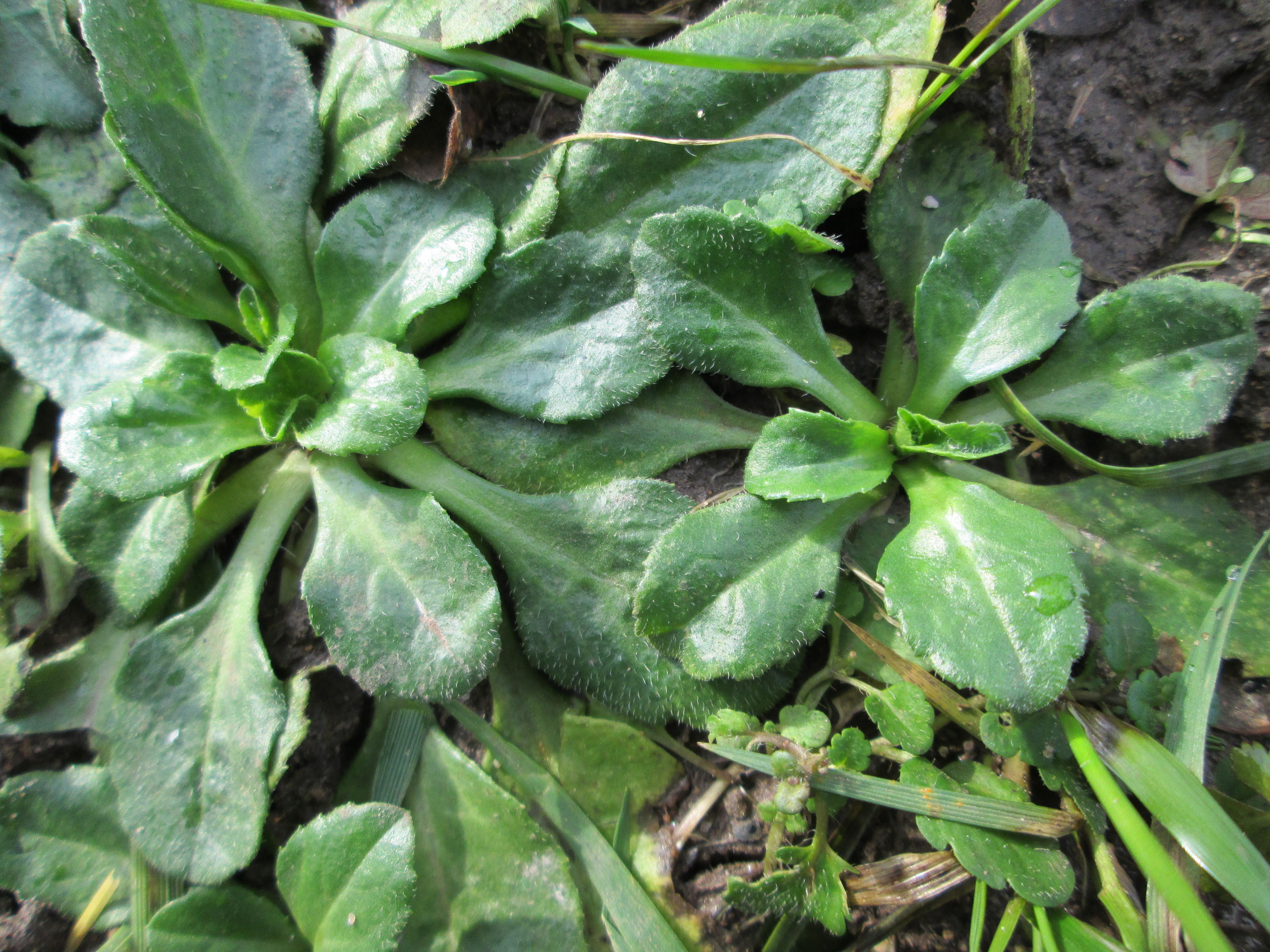
Les fulles es disposen en una roseta basal, a la imatge s'aprecien els pèls esparsos de les fulles.

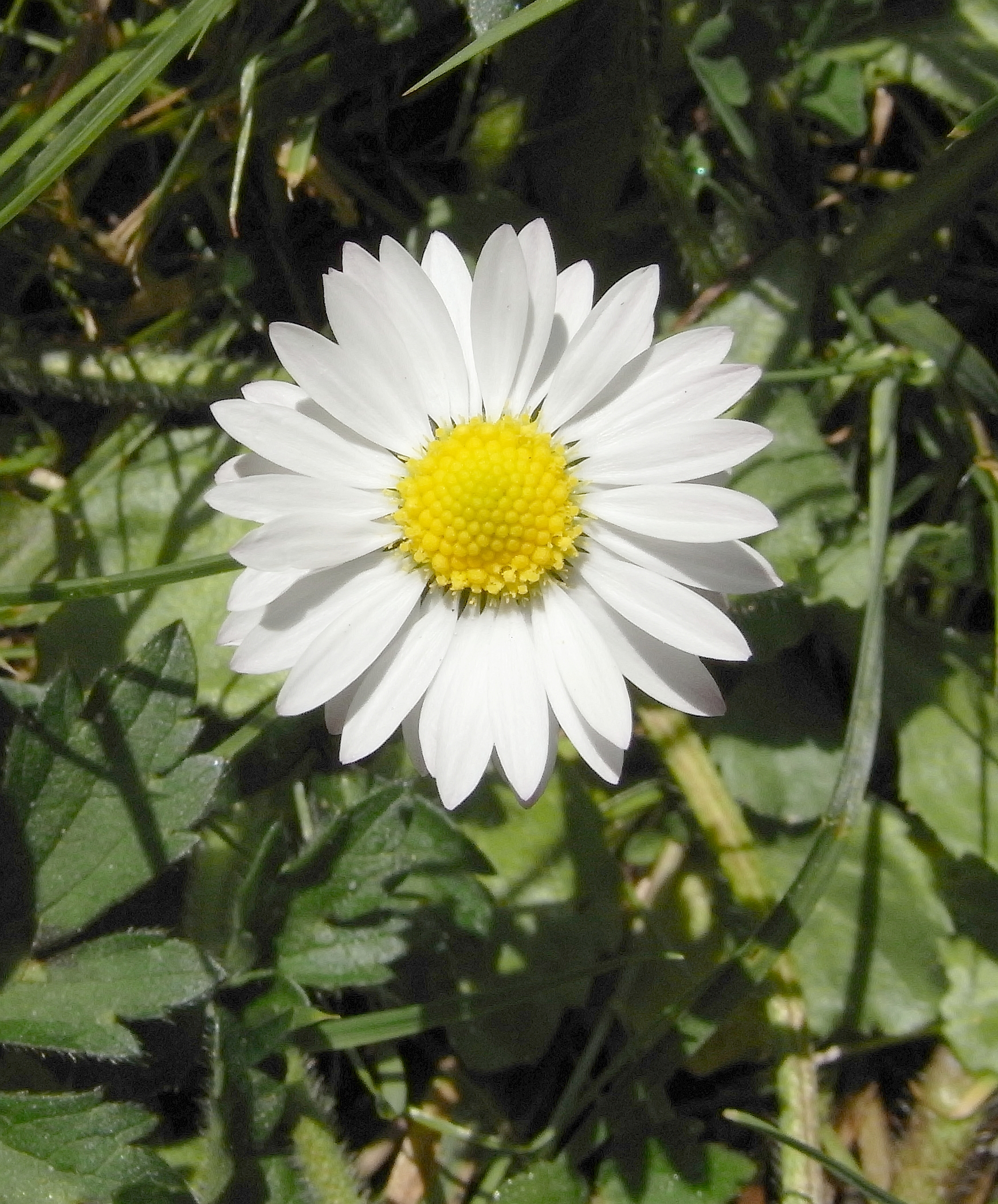
Flor

Els botonets (Bellis perennis) és una espècie de planta amb flors del gènere Bellis dins la família de les asteràcies (Asteraceae). És una planta nativa d'Europa, el Caucas, el Pròxim Orient i l'Àsia Central.
Addicionalment pot rebre els noms de margalida, margalideta, margalidetes, margarida, margarides, margarides bordes, margarideta, margarideta blanca, margarideta de riu, margaridoia, margaridoia perenne, margaridoies, margarita menuda, margarites, moristella, pasqüeta i perpètues. També s'ha recollit la variant lingüística margaridolla.

## Descripció
Com el seu propi nom indica, el cicle vital d'aquesta planta és perenne. És a dir, que tant les seves parts aèries com les subterrànies viuen durant tres anys o més.

### Òrgans vegetatius
L'arrel és axonomorfa, típica de les plantes perennes, ja que presenta un eix principal (que prové de la radícula de l'embrió) més desenvolupat que els eixos laterals. Es caracteritza per ser dura i fibrosa. La tija mesura entre 2 i 3 cm de diàmetre i uns 10 cm de llargada. Presenta entrenusos molt curts que fa que les fulles neixin arran del sòl formant una roseta basal. En aquests casos la planta s'anomena acaule. Tot i que, ocasionalment, pot ser més o menys caulescents (dit de les plantes que presenten tija aparent). És del tipus herbàcia, ja que té consistència d'herba. A més presenta estolons curts.
Les fulles, disposades en una roseta basal, són simples, d'ovolanceolades a ovobades amb forma d'espàtula, de subsenceres a crenades-serrades, d'entre 1 i 6 cm de llargària i entre 0,4 i 2,5 cm d'amplada, amb l'àpex obtús o lleugerament agut. El limbe foliar presenta un únic nervi, és pubescent a les dues cares amb pèls esparsos, de color verd brillant i es fa estret de forma abrupta donant lloc a un pecíol tan llarg com el limbe.

### Òrgans reproductors
És una planta hermafrodita, ja que presenta gineceu (aparell sexual femení) i androceu (aparell sexual masculí) alhora. La flor es tanca de nit i s'obre novament al matí, també es tanquen en cas de temps humit.
Les flors perifèriques són femenines mentre que les se situen al centre del capítol són hermafrodites. Per tant, la margarida és una planta monoica.
Les tiges florals, els escaps, acostumen a fer entre 4 i 15 cm però poden atènyer els 25, no tenen fulles i desemboquen a una inflorescència racemosa en capítols solitaris i d'entre 1,5 i 3 cm de diàmetre amb el receptacle cònic. Els peduncles són estrets, però engruixits sota el capítol i mesuren de 4 a 25 mm de llargada. A la base dels capítols es forma un involucre de dues línies de bràctees herbàcies, obtuses, oblongues de 3 a 5 mm cadascuna.
Totes les flors són pentàmeres. Les perifèriques són femenines, zigomorfes i ligulades; mentre que les flors situades al centre del capítol són hermafrodites, actinomorfes i tubuloses. Cap dels dos tipus presenta calze. La corol·la de les flors perifèriques acaba en una lígula blanca i sovint tacada de púrpura al revers o a l'àpex. Aquesta lígula mesura de 4 a 8(11) mm de llargada. En canvi, la corol·la de les flors centrals és groga, campanulada i dividida en 4 o 5 lòbuls.
L'androceu està format per 5 estams amb les anteres soldades en forma de tub (monadelfs). El pol·len s'allibera a l'interior del tub format per les anteres. El gineceu és bicarpel·lar i sincàrpic. L'ovari és ínfer i unilocular que conté un únic primordi seminal anàtrop i de placentació basal. Hi ha un sol estil bifurcat apicalment en dos estigmes.
El fruit és simple indehiscent sec, concretament, un aqueni pubescent. De forma ovoide i am unes mesures aproximades de 1,5 x 1 mm. i sense papus.

## Taxonomia
Aquesta espècie va ser publicada per primer cop l'any 1753 al segon volum de l'obra Species Plantarum del botànic suec Carl von Linné (1707-1778).

### Etimologia
Bellis prové del terme llatí bellus, que vol dir bonic fent referència a la flor. L'epítet específic perennis, perenne, és degut al fet que es és una planta que viu més de dos anys.

### Sinònims
Els següents noms científics són sinònims heterotípics de Bellis perennis:
- Aster bellis E.H.L.Krause
- Bellis alpina Hegetschw.
- Bellis armena Boiss.
- Bellis croatica Gand.
- Bellis hortensis Mill.
- Bellis hybrida Ten.
- Bellis integrifolia DC.
- Bellis minor Garsault
- Bellis perennis var. caulescens Rochebr. & Sav.
- Bellis perennis var. caulescens Lej.
- Bellis perennis f. disciformis P.D.Sell
- Bellis perennis f. discoidea D.C.McClint.
- Bellis perennis var. hirsuta Beck
- Bellis perennis var. integrifolia Mérat
- Bellis perennis var. microcephala Boiss.
- Bellis perennis var. prolifera Gaudin
- Bellis perennis proles pumila (Arv.-Touv. & Dupuy) Rouy
- Bellis perennis var. tubulosa Gaudin
- Bellis pumila Arv.-Touv. & Dupuy
- Bellis rotundifolia proles pumila (Arv.-Touv. & Dupuy) P.Fourn.
- Bellis scaposa Gilib.
- Bellis validula Gand.
- Erigeron perennis Sessé & Moc.

## Ecologia
És una planta nativa del nord d'Àfrica, nord, oest d'Àsia i Europa. A més, ha estat àmpliament introduïda en altres zones on no és pròpia.
Aquesta planta herbàcia es distribueix al llarg de tot el Principat, ja que no presenta exigències al sòl ni al clima, encara que prefereix els ambients humits i freds. Es poden distingir dues varietats segons la mida dels capítols. La varietat perennis presenta els capítols i les lígules més grans que la varietat meridionalis. La segona és més meridional i possiblement és la més freqüent als Països Catalans.
És una herba característica de prats, gespes, pastures i marges de camins. És abundant en sòls compactes, amb retenció d'humitat i rics amb humus. Les característiques adequades del sòl són: zones lluminoses, de calor moderat, sòls humits, freds i lleugerament àcids (pH entre 4,5 i 7,5)

## Usos

### Usos medicinals
A la medicina popular aquesta planta havia estat utilitzada com a diürètic, antiespasmòdic, antiinflamatori, astringent, antitussigen, demulcent, digestiu, emol·lient, expectorant, laxant, purgant, tònic, antipirètic, com a cicatritzant de les ferides, com a remei per a les malalties dels ull i com a homeostàtic. També havia tingut usos en veterinària.
Els capítols, secs o frescos, s'utilitzaven tant en preparacions d'ús tòpic com ara pomades i cataplasmes, i per a fer infusions i decoccions per a ser ingerides. Les preparacions d'ús tòpic per tractar ferides, contusions, etc. mentre que les ingeribles servien per al tractament de malalties com ara els refredats, l'artritis, els trastorns renals o hepàtics o per purificar la sang. Les arrels s'utilitzaven en decoccions fortes per al tractament de l'escorbut i èczemes dèrmics, mentre que les decoccions lleugeres eren utilitzades per a malalties respiratòries o el reumatisme per exemple. També es pensava que mastegar fulles fresques era un tractament eficaç per a les úlceres bucals.
Com a curiositat podem destacar que el 1793 els governants d'Alemanya varen emetre un decret d'extermini degut a les seves suposades propietats abortives, fet que no es va poder demostrar científicament.

#### Farmacologia
Les parts utilitzades de la margarida són les fulles, arrels i flors, encara que les arrels són les que s'usen amb menys freqüència. Presenta diverses propietats: 
- antitussiva i expectorant[14] gràcies als saponòsids, resina i mucílags.
- diürètica[14] i sudorífica degudes als tanins
- cicatritzant
- per controlar la pressió arterial
- antiespasmòdica
- demulgent, digestiva, emol·lient i laxant
- oftàlmica
- purgatives i tòniques.

No s'ha descrit cap mena de toxicitat per aquesta espècie

##### Composició química
Els capítols florals contenen tanins (que són derivats poliacetilènics), saponòcits, olis essencials, àcids orgànics i saponines. A més, presenta l'antoxantina que és la responsable de la coloració groga.

### Usos ornamentals
És una planta molt utilitzada com a ornamental, per aquest tipus d'ús la planta es pot utilitzar com a perenne o tractar-la com una planta anual, traient-la després de la floració, especialment en els climes amb estius càlids. Creix en tota mena de climes, però no tolera la sequera, en alguns llocs els Estats Units on ha estat introduïda com a ornamental ha esdevingut una planta invasiva. Hi ha moltes varietats cultivars habitualment més robustes que la planta salvatge i amb coloracions diferents la varietat 'Dresden China' és rosa i la 'Rob Roy’ és de color vermell fosc.

### Usos culinaris
Són comestibles les fulles crues o cuinades en amanides, ja que el seu sabor lleugerament dolç és combinable amb l'amarg del dent de lleó. A més es pot consumir en forma de verdura o sopa. Tradicionalment les flors s'han conservat en vinagre per utilitzar-les després com a condiment. Amb les fulles es pot preparar te, al qual se li ha atribuït una dubtosa acció hipnòtica.

## Galeria d'imatges

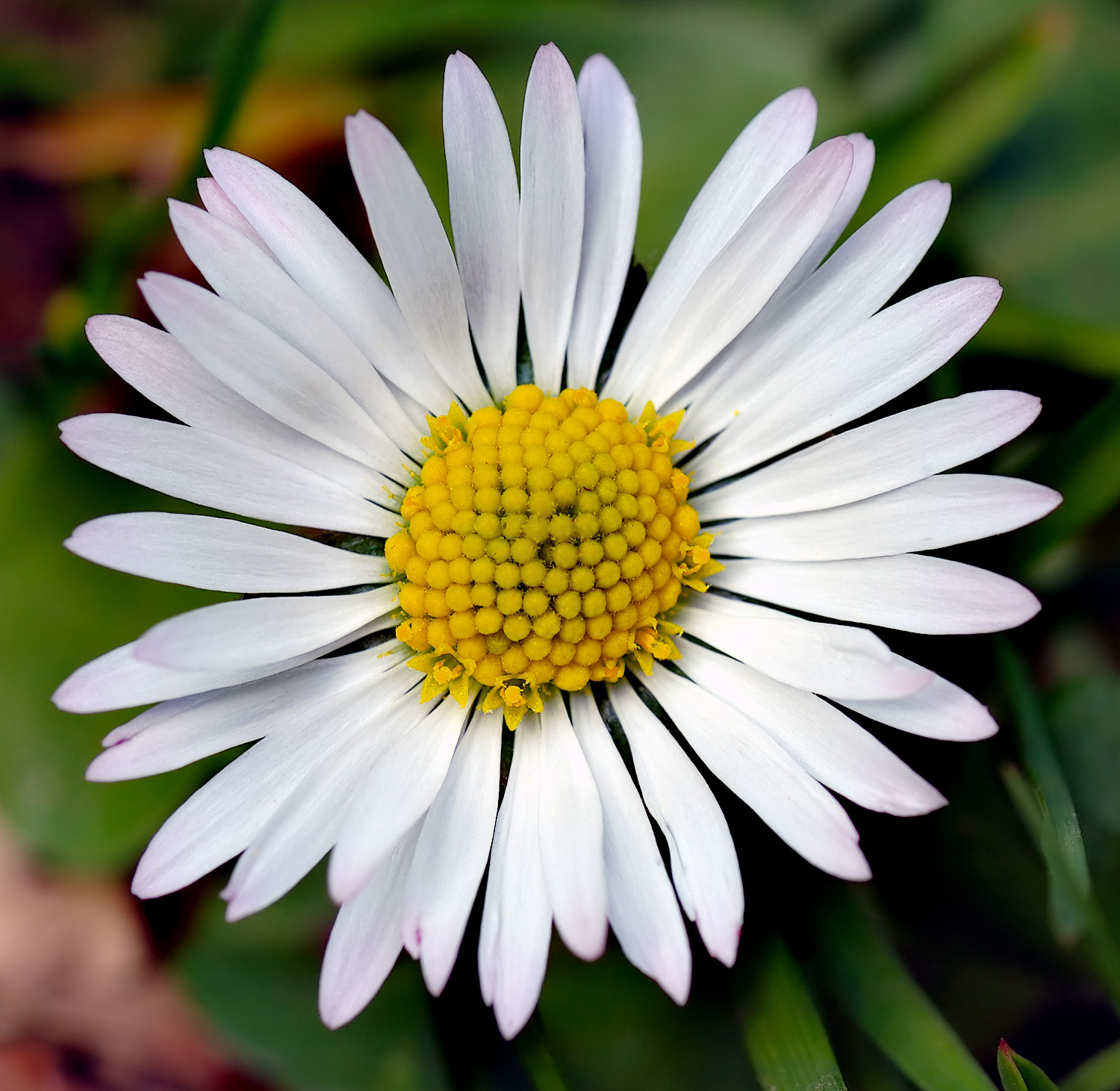
Detall de la inflorescència
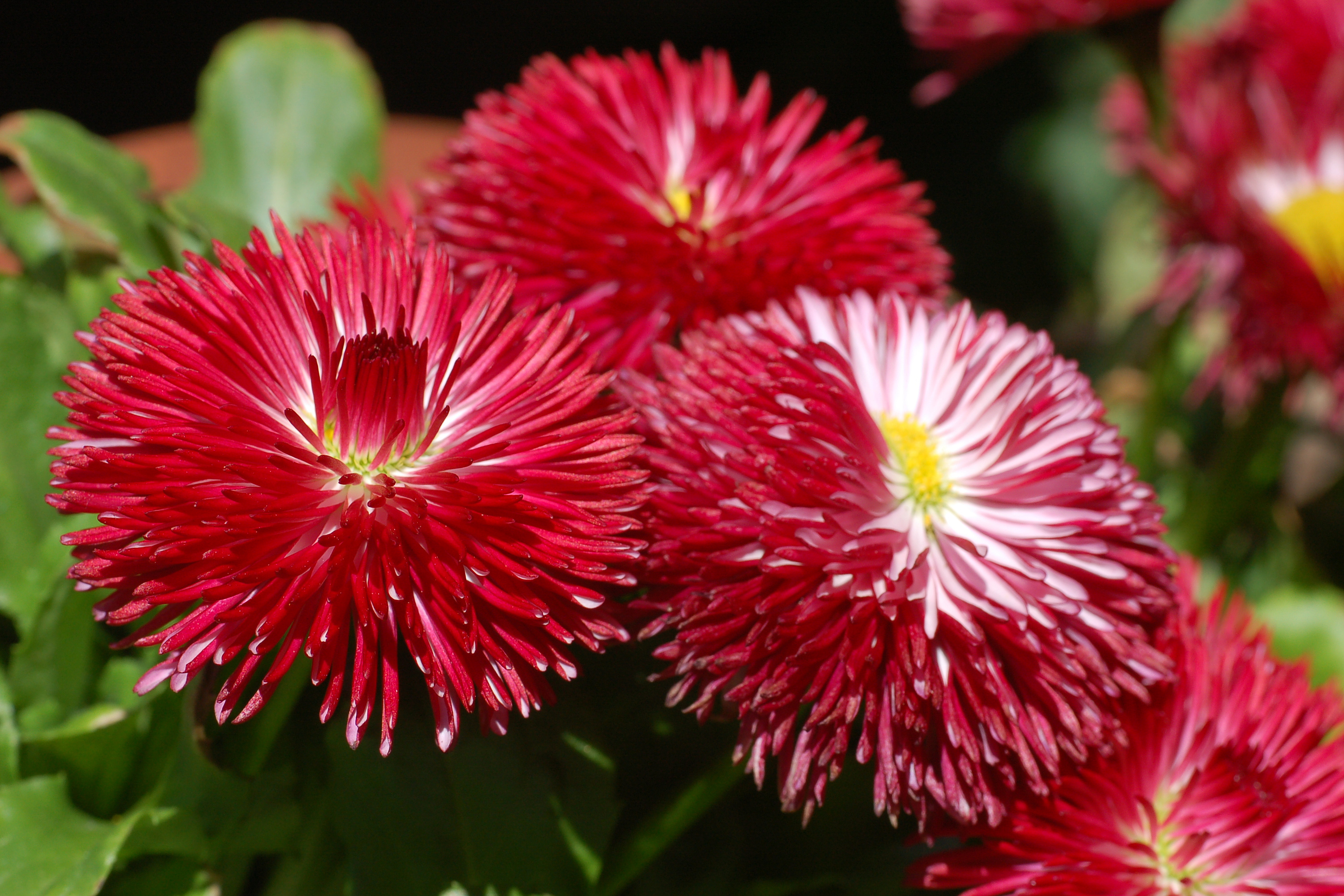
Varietat cultivar 'Habanero Red' amb les lígules vermelles
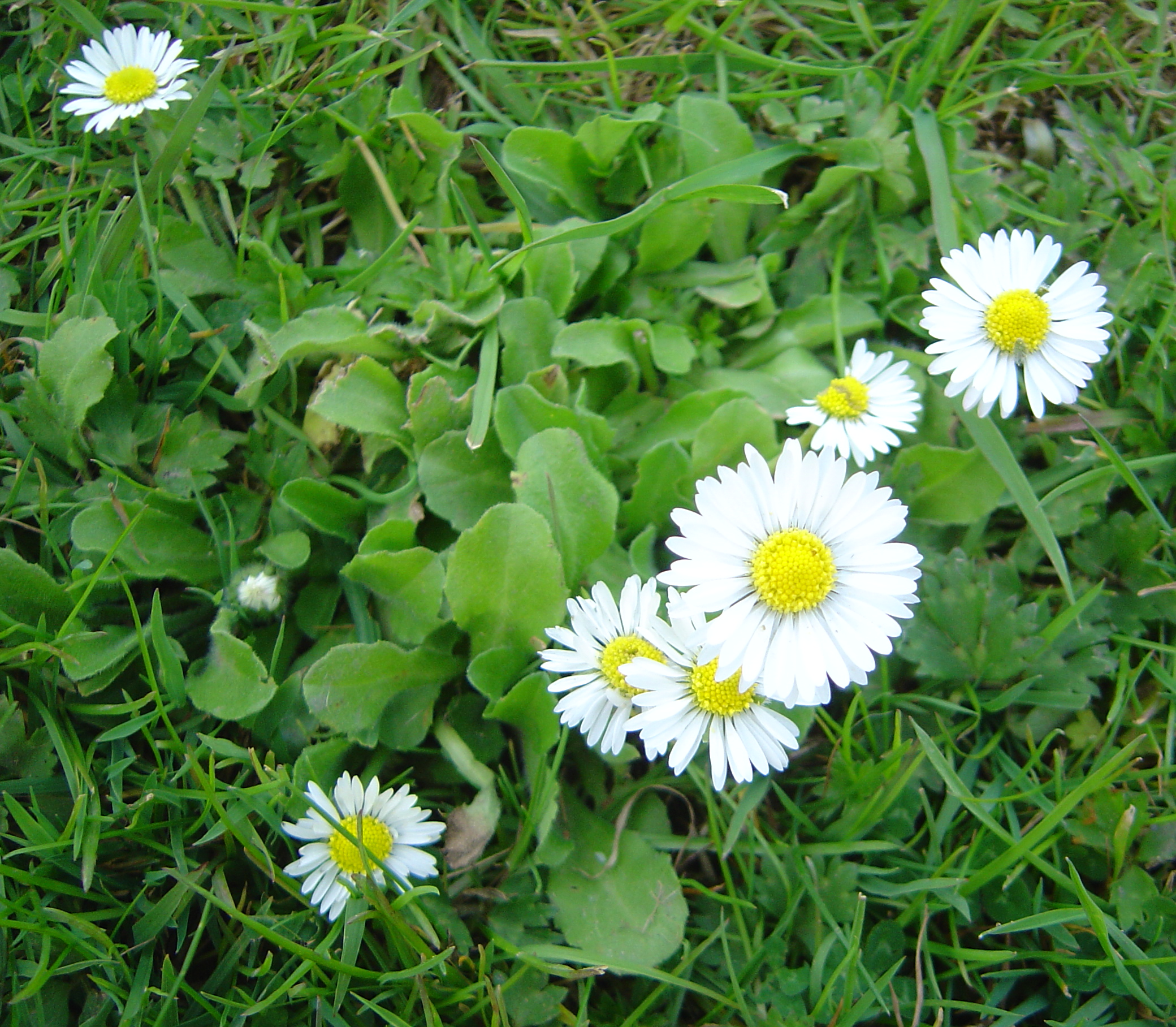
Detall de les fulles
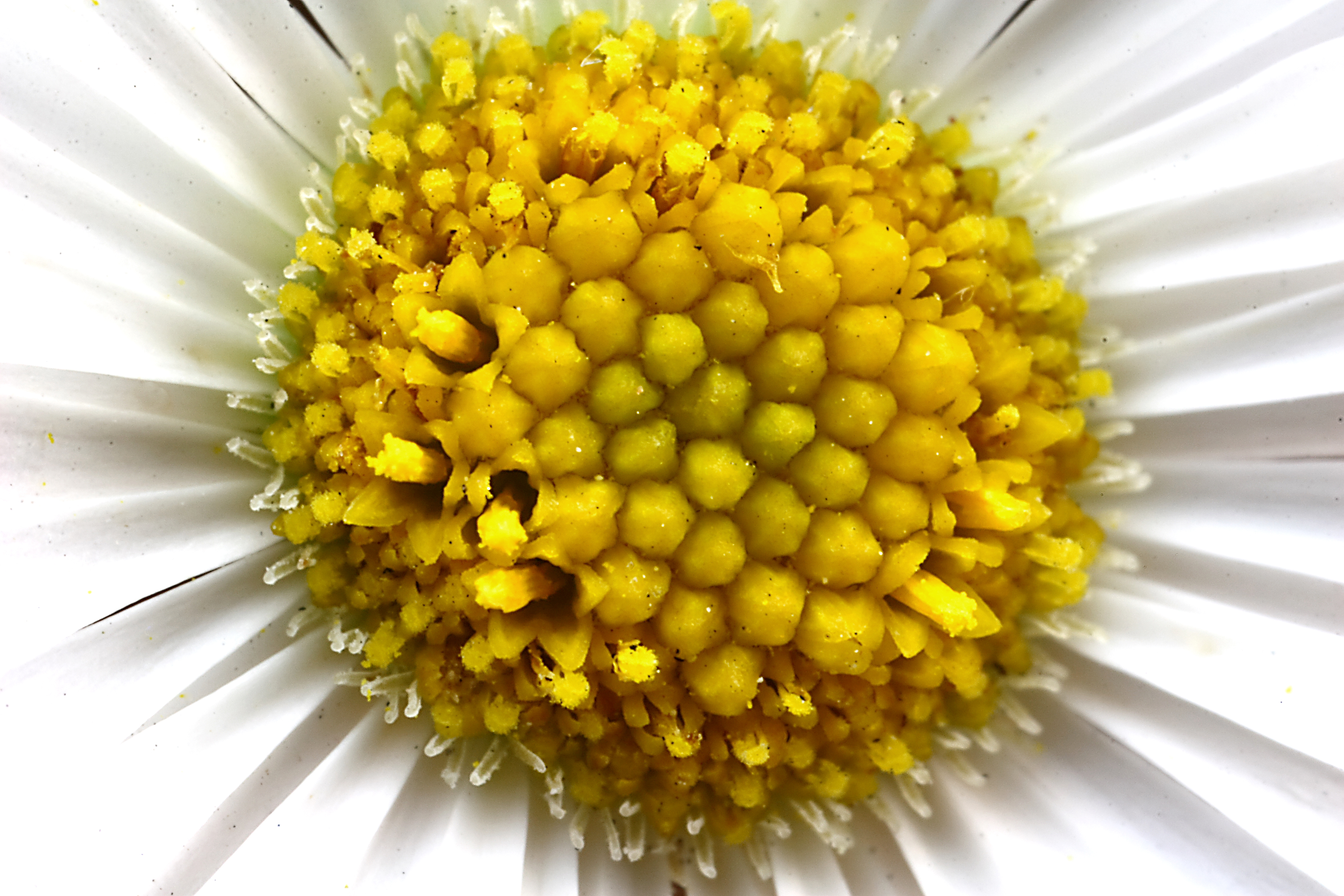
Flors hermafrodites del centre del capítol